# Järvsö socken
Järvsö socken i Hälsingland ingår sedan 1971 i Ljusdals kommun och motsvarar från 2016 Järvsö distrikt.
Socknens areal är 740,57 kvadratkilometer, varav 695,68 land. År 2000 fanns här 4 604 invånare. Tätorten och kyrkbyn Järvsö med sockenkyrkan Järvsö kyrka ligger i socknen. 

## Administrativ historik
Järvsö socken har medeltida ursprung. 
Vid kommunreformen 1862 övergick socknens ansvar för de kyrkliga frågorna till Järvsö församling och för de borgerliga frågorna bildades Järvsö landskommun. Landskommunen uppgick 1971 i Ljusdals kommun.
1 januari 2016 inrättades distriktet Järvsö, med samma omfattning som församlingen hade 1999/2000.
Socknen har tillhört fögderier, tingslag och domsagor enligt vad som beskrivs i artikeln Hälsingland. De indelta soldaterna tillhörde Hälsinge regemente, Jerfsö kompani.

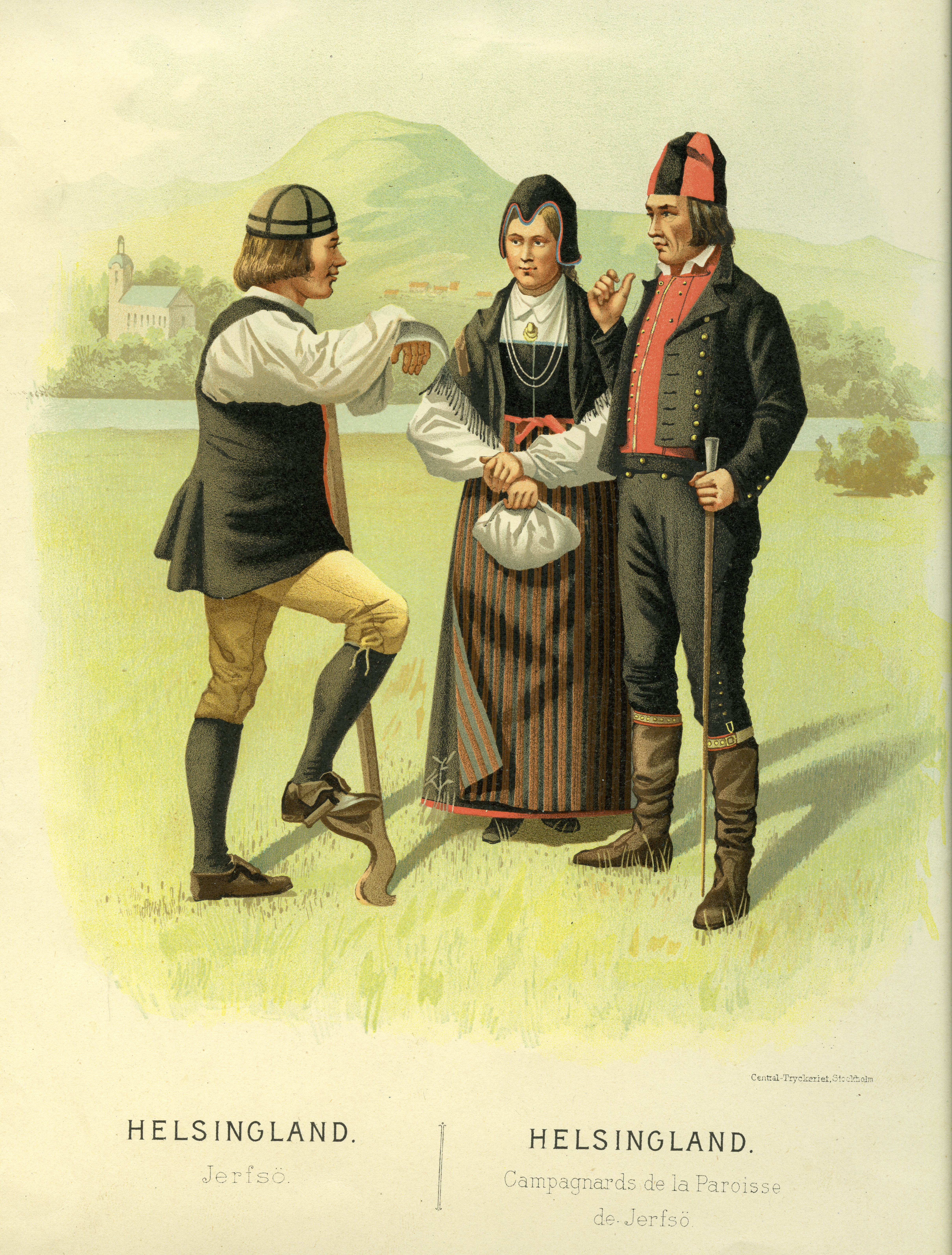
Folkdräkter Järvsö socken

## Geografi
Järvsö socken ligger kring Ljusnan. Socknen har odlingsbygd vid älven omgiven av starkt kuperad sjörik skogsbygd som i Gluggberget når 517 meter över havet.

### Geografisk avgränsning
Järvsö socken delas av Ljusnan i en västlig och en östlig del. Ljusnan har cirka 20 kilometer av sitt lopp inom socknen, från Edängesforsen i norr till Karsjö i söder. På denna sträcka ligger (från norr) Edeforsens kraftstation och därefter orterna Skästra, Järvsö med Järvsö kyrka (kyrkan, Sveriges största landsortskyrka) belägen på Kyrkön), Lörstrand samt Karsjö. Samtliga orter ligger på älvens västra sida, som är den mest tätbebyggda. Riksväg 83 samt Norra stambanan går båda parallellt längs älvens västsida. Mellan Lörstrand och Karsjö utvidgas Ljusnan i Tevsjön.

#### Västra sockendelen
Den västra delen av Järvsö socken, väster om Ljusnan, är den såväl till ytan som till folkmängden största delen av socknen. Den sträcker sig cirka 30 kilometer västerut från centralorten Järvsö och avgränsas i väster av Färila socken, i sydväst av Alfta socken i Ovanåkers kommun, i norr av Ljusdals socken och i söder avgränsas församlingen av Undersviks socken i Bollnäs kommun.
Socknens västligaste punkt ligger vid Övre Bursjön där "tresockenmötet" Järvsö-Färila-Alfta ligger. I denna västligaste sockendel, som domineras av vidsträckt vildmark, återfinns bland annat sjöarna Rossen (275 m ö.h.), Storsjön, Sidskogssjön (273 m ö.h.), Bursjön (266 m ö.h.) samt Harsasjön (392 m ö.h.).
Bebyggelse finns (västerifrån) bland annat i Vantjärn, Råssjö och Nilsvallen samt i Stavsätra. I sydväst ligger vidare Sidskogen, Bursjö, Hästberg samt Harsa, den senare byn är känd för bland annat skidsport och friluftsliv i allmänhet.
I den västra sockendelens norra del ligger (västerifrån) bland annat byarna Stråsjö, Åsbo och Rödmyra samt Grönås. Längst i norr ligger Bodasjön med bebyggelse i Skästra, Skriksvik, Sjövästa och Boda samt Ede (vid riksväg 83).
Större[berg i den västra sockendelen är bland annat Klimparna längst i väster, Stora Göarvsberget, Samlaberget, Sidskogsberget (444 m ö.h.), Stora Ljusvallshatten (475 m ö.h.), Storöratjärnsberget (417 m ö.h.), Gluggberget (516 m ö.h.) (nordväst om Harsa), Hybbelberget (466 m ö.h.) samt Södervallåsen (490 m ö.h.). Närmast Järvsö ligger Öjeberget (370 m ö.h.), känt främst på grund av skidsportanläggningen Järvsöbacken. Cirka 3 kilometer sydväst om Öjeberget ligger Gruvberget med rester från gruvbrytning.
Längst i söder ligger Järvsö sockens sydligaste punkt vid Nyslåttmyran. I Röbäckens inflöde i Andån ligger "fyrsockenmötet" Järvsö-Alfta-Arbrå-Undersvik. Alfta socken når fram till "fyrsockenmötet" men gränsar i övrigt inte mot den västra sockendelen, som från denna punkt fram till Ljusnan har Undersviks socken i söder.

#### Östra sockendelen
Öster om Ljusnan har Järvsö socken ett landområde som i norr avgränsas av Ljusdals socken och i nordost av Delsbo socken i Hudiksvalls kommun. Längst i sydost, mellan Stensjön och Storberget, gränsar Järvsö mot Arbrå socken. I övrigt avgränsas församlingen i söder även här av Undersviks socken, båda sistnämnda socknar i Bollnäs kommun.
Järvsö sockens östra del (öster om Ljusnan) sträcker sig cirka 25 kilometer från Järvsö mot sydost, där församlingen bildar en kil fram till "fyrsockenmötet" Järvsö-Arbrå-Njutånger-Delsbo. Järvsö gränsar inte i övrigt mot Njutångers socken. I nordost ligger här Delsbo socken. Gränsen mot Arbrå socken är cirka 6 kilometer lång och löper mellan "fyrsockenmötet" och Storberget där ett "tresockenmöte" Järvsö-Arbrå-Undersvik ligger. Undersviks socken avgränsar ner till Ljusnan.
Den rikligaste bebyggelsen ligger på Ljusnans östra sida och finns bland annat i byarna Nor, Förnebo, Änga och Kåsjö samt Säljesta längst i norr på gränsen till Ljusdals socken.
Norr om Nor ligger Kalvsjön, vid vilken man finner byarna Kalv och Nordsjö.
Järvsö sockens nordligaste punkt ligger vid Landfastudden i sjön Gryttjen (136 m ö.h.). Här ligger också "tresockenmötet" Järvsö-Ljusdal-Delsbo. Sockengränsen till Ljusdals socken följer Hyboån från Gryttjen och uppströms.
Förutom Järvsöklacken (390 m ö.h.) återfinns i östra sockendelen bland annat följande berg: Västeråsen (369 m ö.h.), Svartviksberget och Hattkull i norr. Längre mot sydost når Hälberget 431 meter över havet.

## Kultur

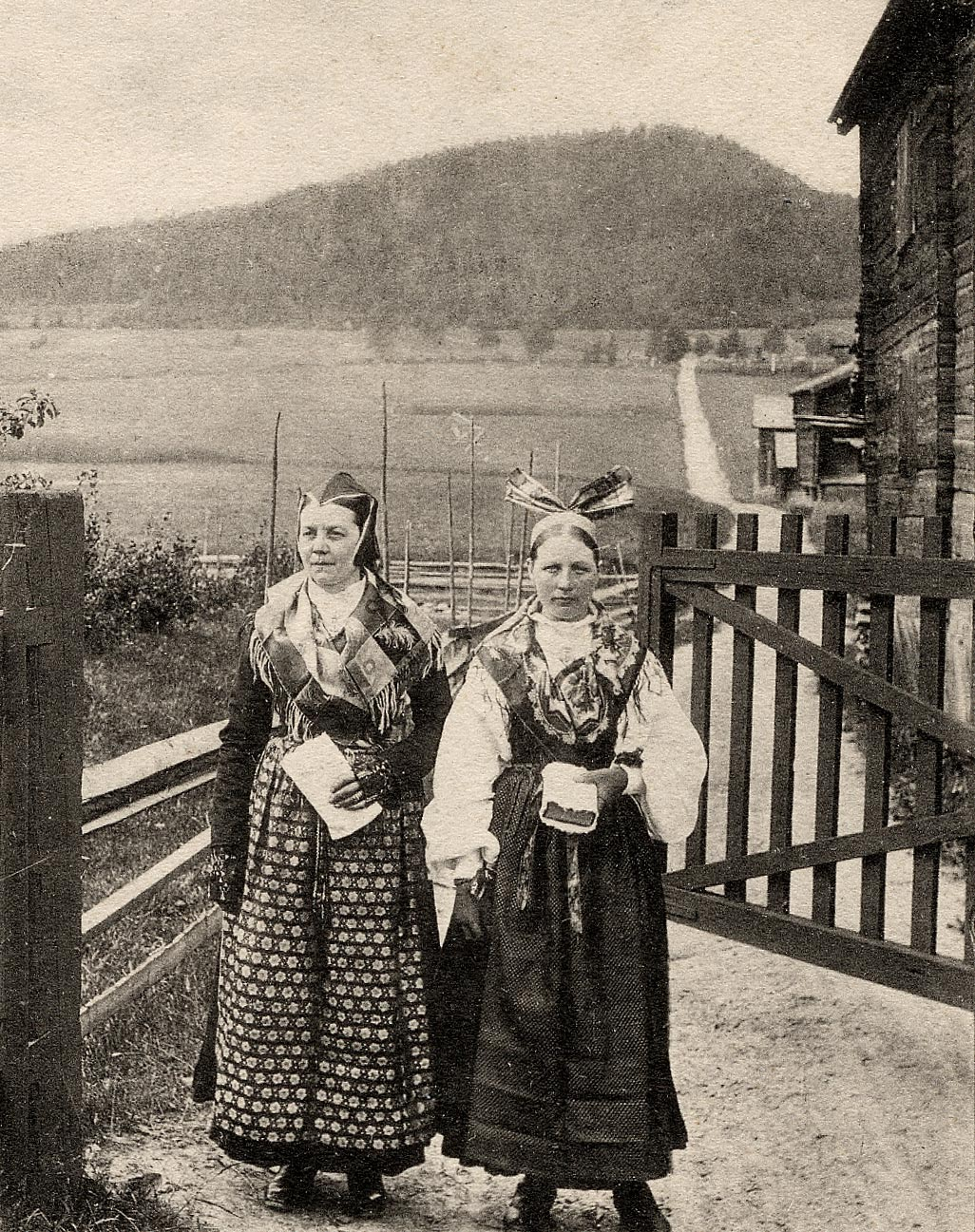
Järvsödräkt.

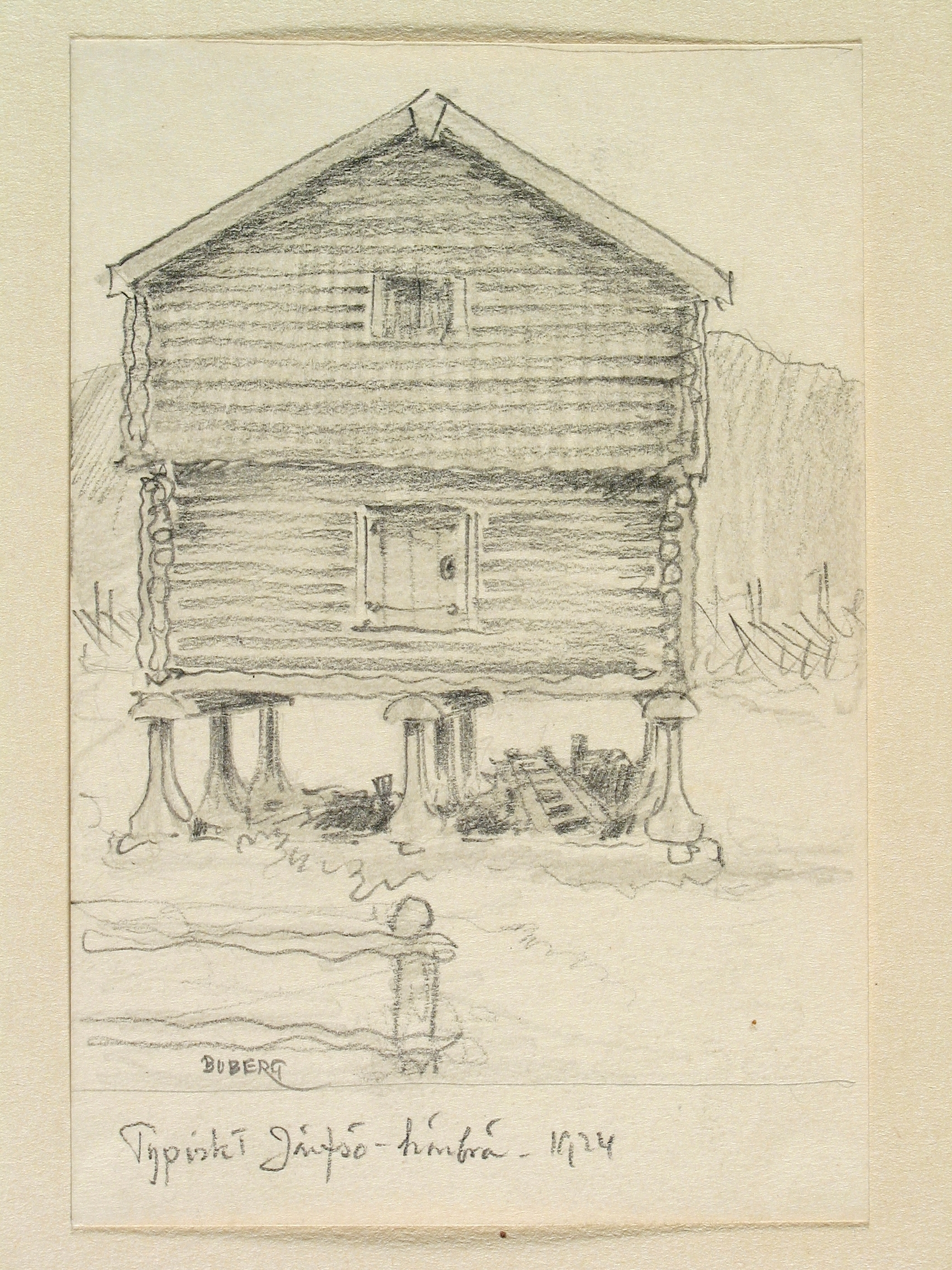
"Typiskt Järfsö-härbrä". Teckning av Ferdinand Boberg, 1924.

Järvsöbygden präglas av sitt geografiska läge med Ljusnan som slingrar sig fram i botten av dalgången, jordbruksmarken och de stora hälsingegårdarna på sluttningarna och de milsvida skogarna där ovanför. 
Bebyggelsen vid bondgårdarna är ofta storslagen och med både 2 och 2,5 våningar är inte ovanliga, inte heller 12-14 fönster på en långsida. De äldre byggnaderna, inte sällan med bevarade väggmålningar och schablonmålerier speglar en burgen bondbygd från tidigt 1800-tal. Folkmusik är och har varit en självklar del av den hälsingska kulturen. Spelmansstämmor, de många körerna och musikevenemangen vittnar om detta. Föreningslivet är i Järvsöbygden synnerligen väl utvecklat. I föreningsregistret finns mer än 30 föreningar representerade. Järvsö hembygdsförening har cirka 1.000 medlemmar. Idrottsföreningar i socknen är Järvsö IF, Nors AIK och Järvsö BK.

## Fornlämningar
Från stenåldern finns fem boplatser och från järnåldern gravhögar. En runsten är noterad vid prästgården. På den står att läsa: "Unnulv och fjolvar reste denna sten efter Djure, sin fader, Redulvs son och efter Haurlög, sin moder, dotter till Fjolvar på Vitgudsstad."

## Samer
Samernas historia i Järvsö kan delas in i tre epoker: Åren 1650-1730 (cirka) var en fri och öppen tid med olika mer eller mindre nomadiserande näringsbaser, exempelvis skogssamer, fjällsamiska vårmarknader samt tiggande samer som inte ägde renar och var utslagna från den växande helnomadiska renskötseln. Perioden cirka 1730-1850 var endast bofast sockenlapsk näring tillåten. Åren 1850-1920 var återigen friare, och då förekom fjällsamiska vinterläger.
Bostället Lappatäkta i byn Stene i Järvsö socken beboddes kring sekelskiftet 1800 av sockenlappar. På platsen genomfördes sommaren 2017 den första arkeologiska utgrävningen i Sverige av en sockenlapsk bostad. På gården hade det funnits en stuga, ett härbre, en jordkällare, en källarbod, ett vedlider samt ett hemlighus. Ett metallhänge av liknande typ som sitter på sametrummor återfanns i husgrunden, vilken familjen i så fall i hemlighet hade undanhållit myndigheterna. I husgrunden återfanns också flinta som har tillhört en flintlåsbössa, många kritpipor (tillverkade i Falun och Stockholm från 1780-talet till det tidiga 1800-talet), ett metalltrådsknyte som sannolikt hade använts för tenntrådsbroderier samt mycket små fingerborgar. Benfynd av häst, får och svin i husgrunden ger stöd för att sockenlappar försörjde sig på slaktuppdrag från socknens bönder, och benfynd av björn påvisar rovdjursjakt.

## Historia från 1870-talet till modern tid
År 1879 invigdes järnvägen till Järvsö som längre norrut ansluts till sträckningen Sundsvall-Trondheim.
1887 när buslivet i Järvsö nya höjder då man tvingas anställa två stycken extra poliser till ett arvode på 50 kronor per dag. Insatsen görs enbart för att stävja Karsjöligan som satt skräck i bygden.
1918 kommer den elektriska strömmen till bygden. Det är epidemisjukstugan, barnmorskebostaden, komministergården och skolorna som får företräde.
Flottning av timmar har haft ett stort inflytande på den industriella utvecklingen av Järvsö. Skästra sågverk i byn Skästra var det sista sågverket i bygden. Det lades ner 2007. Flottningen av timmar hade dock upphört 39 år tidigare, 1968. Den 27 december 1931, mitt under den stora depressionen, krävde 85 kommunbor att under rådande tider biografen jämte andra offentliga nöjestillställningar inom socknen skulle förbjudas - inga pengar skulle hamna i nöjesarrangörernas fickor. Beslutet blev att instruktioner skulle inhämtas hos länsstyrelsen och en kraftig vädjan utgå till "föräldrar, målsmän och arbetsgivare att söka hindra de unga från att under nuvarande depressionstider slösa pängar på nöjen."'
År 1929 hade Järvsö socken  4889 hektar åker och 51748 skogs- och hagmark.
I Järvsö socken anges (1929) Hälsingegårdens hushållsskola vara belägen. Vidare fanns här Sveriges sista sjukhus för spetälska. Det var Medicinalstyrelsen som inrättade detta s.k. leprosorium i Järvsö år 1867. Det stängdes 1943. Om detta sjukhus har Arne Sundelin och Anne Sörman skrivit boken Skammens hud - om spetälska i Sverige. Oscar II besökte sjukhuset i samband med sin eriksgata år 1873.

## Vapen
Järvsö sockenvapen föreställer I fält av guld en upprest svart järv med röd beväpning. Det återfanns i ett gammalt sigill och användes av Järvsö landskommun från 1863 till 1971.

## Namnet
Namnet (1314 Yärpsö) innehåller i förleden mansnamnet Iärp och efterleden ö syftande på kyrkön i Ljusnan.
Namnet skrevs före 1902 Jerfsö socken och får före 1930 sin nuvarande moderna stavning.

## Befolkningsutveckling
| Befolkningsutvecklingen i Järvsö socken 1750–2000                                                        | Befolkningsutvecklingen i Järvsö socken 1750–2000 | Befolkningsutvecklingen i Järvsö socken 1750–2000 | Befolkningsutvecklingen i Järvsö socken 1750–2000 | Befolkningsutvecklingen i Järvsö socken 1750–2000 |
| --- | ------------------------------------------------- | ------------------------------------------------- | ------------------------------------------------- | ------------------------------------------------- |
| |                                                   |                                                   |                                                   |                                                   |
| År |                                                   |                                                   | Folkmängd                                         |                                                   |
| 1750 | 1750                                              |                                                   | 1 982                                             |                                                   |
| 1760 | 1760                                              |                                                   | 2 336                                             |                                                   |
| 1769 | 1769                                              |                                                   | 2 479                                             |                                                   |
| 1780 | 1780                                              |                                                   | 2 693                                             |                                                   |
| 1790 | 1790                                              |                                                   | 2 927                                             |                                                   |
| 1810 | 1810                                              |                                                   | 3 490                                             |                                                   |
| 1820 | 1820                                              |                                                   | 3 788                                             |                                                   |
| 1830 | 1830                                              |                                                   | 4 142                                             |                                                   |
| 1840 | 1840                                              |                                                   | 4 328                                             |                                                   |
| 1850 | 1850                                              |                                                   | 4 793                                             |                                                   |
| 1860 | 1860                                              |                                                   | 5 303                                             |                                                   |
| 1870 | 1870                                              |                                                   | 5 387                                             |                                                   |
| 1880 | 1880                                              |                                                   | 6 066                                             |                                                   |
| 1890 | 1890                                              |                                                   | 6 641                                             |                                                   |
| 1900 | 1900                                              |                                                   | 7 121                                             |                                                   |
| 1910 | 1910                                              |                                                   | 7 503                                             |                                                   |
| 1920 | 1920                                              |                                                   | 7 830                                             |                                                   |
| 1930 | 1930                                              |                                                   | 8 000                                             |                                                   |
| 1940 | 1940                                              |                                                   | 7 431                                             |                                                   |
| 1950 | 1950                                              |                                                   | 6 936                                             |                                                   |
| 1960 | 1960                                              |                                                   | 5 660                                             |                                                   |
| 1970 | 1970                                              |                                                   | 4 433                                             |                                                   |
| 1980 | 1980                                              |                                                   | 4 502                                             |                                                   |
| 1990 | 1990                                              |                                                   | 4 602                                             |                                                   |
| 2000 | 2000                                              |                                                   | 4 604                                             |                                                   |
| Anm: Källor: Umeå universitet - Tabellverket 1749-1859, Demografiska databasen, CEDAR, Umeå universitet. |                                                   |                                                   |                                                   |                                                   |